# Inside Out 2
Inside Out 2 (conocida en Hispanoamérica como Intensamente 2 y en España como Del Revés 2) es una película de animación estadounidense producida por Pixar Animation Studios para Walt Disney Pictures. Secuela de Inside Out (2015), dirigida por Kelsey Mann y producida por Mark Nielsen, a partir de un guion escrito por Meg LeFauve y Dave Holstein, y una historia concebida por Mann y LeFauve. Amy Poehler, Phyllis Smith, Lewis Black, Diane Lane y Kyle MacLachlan repiten sus papeles de la primera película, y se unen al reparto Maya Hawke, Kensington Tallman (en sustitución de Kaitlyn Dias), Liza Lapira (en sustitución de Mindy Kaling), Tony Hale (en sustitución de Bill Hader), Ayo Edebiri, Lilimar, Grace Lu, Sumayyah Nuriddin-Green, Adèle Exarchopoulos y Paul Walter Hauser. La película cuenta la historia de las emociones de Riley cuando se les unen nuevas emociones que quieren apoderarse de la cabeza de Riley.
El desarrollo de Inside Out 2 comenzó a principios de 2020 y Mann se inspiró en experiencias personales de su infancia. En un principio, el equipo creativo exploró una amplia gama de nuevas emociones antes de reducir el enfoque para lograr claridad narrativa, y la ansiedad se convirtió en el elemento central. Se consultó a psicólogos clínicos, como Lisa Damour y Dacher Keltner, para garantizar una representación precisa del desarrollo emocional de los adolescentes, mientras que un grupo de adolescentes aportó su opinión sobre la autenticidad de los personajes y la historia. La premisa de la película cambió durante su desarrollo, pasando de un concurso de talentos a la participación de Riley en el hockey. La producción también supuso el primer largometraje de Pixar dirigido por una mujer, Andrea Datzman. El desarrollo de la animación hizo hincapié en la coherencia espacial a través del mapeado isométrico, y los cambios en el reparto se debieron en parte a disputas sobre compensaciones, lo que dio lugar a la refundición de los personajes Miedo y Asco.
Inside Out 2 se estrenó en El Capitan Theatre de Los Ángeles el 10 de junio de 2024 y llegó a los cines de Estados Unidos el 14 de junio. La película recibió críticas positivas de la crítica y ha recaudado 1.699 millones de dólares en todo el mundo, batiendo múltiples récords de taquilla, entre ellos el de convertirse en la película de animación más taquillera de todos los tiempos. También se convirtió en la película más taquillera de 2024 y en la octava película más taquillera de todos los tiempos. La película recibió nominaciones a la mejor película de animación en los Globos de Oro, los premios de la Crítica Cinematográfica, los BAFTA y los Óscar. Además, recibió una nominación a los Globos de Oro por Logros Cinematográficos y de Taquilla.

## Argumento
Dos años después de su traslado a San Francisco, Riley Andersen, de 13 años, entra en el instituto. Sus emociones personificadas —Alegría, Tristeza, Miedo, Asco e Ira— supervisan ahora un elemento recién formado de la mente de Riley llamado «Sentido del Yo», que alberga recuerdos y sentimientos que conforman las creencias de Riley. Alegría, con el objetivo de llenar el Sentido del Yo sólo con recuerdos positivos, ha creado un mecanismo que lanza los recuerdos negativos al fondo de la mente de Riley.
Riley y sus mejores amigas, Bree y Grace, son invitadas a un campamento de hockey sobre hielo de fin de semana, donde Riley espera clasificarse para el equipo de su nueva escuela, los Firehawks. En la mente, una «alarma de pubertad» se dispara la noche antes del campamento y un grupo de trabajadores actualiza la consola de emociones, dejando la sede en desorden. Las emociones descubren que Riley reacciona de forma exagerada a cualquier entrada que hagan en la consola. Cuatro nuevas emociones —Ansiedad, Envidia, Vergüenza y Ennui— llegan y chocan con las emociones originales por sus planteamientos. En particular, Alegría quiere que Riley se divierta en el campamento, mientras que Ansiedad se centra en ganar un puesto en el equipo y hacer nuevos amigos, especialmente después de que Riley se entera de que Bree y Grace asistirán a un instituto diferente.
Bajo el control de Alegría, Riley consigue sin querer que los campistas sean castigados por el estricto director del campamento, el entrenador Roberts. La Ansiedad, al decidir que Riley necesita cambiar para encajar con los jugadores mayores, lanza el Sentido del Yo al fondo de la mente de Riley y hace que Alegría, Tristeza, Miedo, Ira y Asco sean capturados y arrojados a una cámara acorazada de recuerdos. Ansiedad, Envidia, Aburrimiento y Vergüenza crean entonces un nuevo Sentido del Yo dominado por la Ansiedad y animan a Riley a hacerse amiga de la popular jugadora de hockey Valentina «Val» Ortiz, lo que pone en peligro su amistad con Bree y Grace. Alegría, Tristeza, Miedo, Ira y Asco escapan de la cámara acorazada; mientras los demás van a recuperar el antiguo Sentido del Yo de Riley, Tristeza regresa al Cuartel General para prepararse para traerlos de vuelta a través de un tubo de recuperación. Tristeza es descubierta por Vergüenza, pero debido a sus dudas sobre el plan de Ansiedad, la ayuda a permanecer oculta, y finalmente la ayuda a salir.
Bajo el control de Ansiedad, Riley se cuela en el despacho de la entrenadora Roberts y se entera por su cuaderno de que Riley no se considera preparada para convertirse en Firehawk. Las viejas emociones encuentran el antiguo Sentido del Yo en una montaña de recuerdos negativos depositados por el mecanismo de Alegría. Incapaces de usar el tubo de recuerdo como estaba planeado debido a que Ansiedad lo destruyó, provocan una avalancha de recuerdos para devolverlos al Cuartel General, haciendo que los recuerdos negativos se derramen en el Sistema de Creencias de Riley. Ansiedad se da cuenta de que el sentido de sí misma que ha creado para Riley es el de la duda sobre sí misma, lo que provoca que Riley tenga un mal rendimiento durante su último partido de prueba, lesione accidentalmente a Grace y sea enviada al área de penalización. Horrorizada, Ansiedad se abalanza frenéticamente sobre la consola en un torbellino cegador, provocando a Riley un ataque de ansiedad.
De vuelta a la Sede, Alegría encuentra a Ansiedad aún bajo control, pero paralizada; Alegría la convence de que Riley no necesita cambiar para tener un futuro mejor. Ansiedad cede y Alegría restablece el Sentido del Yo original de Riley, pero el ataque de pánico persiste. Después de que Ansiedad admita que no puede determinar quién es Riley, Alegría se da cuenta de que lo mismo se aplica a ella. Alegría elimina el primer Sentido del Yo y permite que se forme uno nuevo a partir de los recuerdos positivos y negativos de Riley. Las emociones abrazan este tercer Sentido del Yo, calmando a Riley y ayudándola a reconciliarse con Bree y Grace. La consola llama a Alegría, que toma el mando y ayuda a Riley a terminar felizmente las pruebas de hockey.
Riley se hace amiga de Val y de los demás Firehawks del instituto, mientras mantiene su amistad con Bree y Grace. Viviendo en paz, las emociones originales y las nuevas colaboran para proteger a Riley, que comprueba en su teléfono los resultados del reclutamiento de los Firehawks y se mira en el espejo con una sonrisa de felicidad indicando que logró entrar al equipo.
Durante los créditos, aparece una ansiedad en la mente de cada uno de los padres de Riley, aunque parece ser que las demás emociones han logrado mantenerlas más controladas.
En una escena poscréditos, Alegría libera de La Bóveda el Profundo Secreto Oscuro de Riley, el cual le revela que en una ocasión Riley había quemado la alfombra, sin embargo Alegría lo corrige diciendo que no sería la vez que Riley se orinó en la piscina, lo cual en cierto modo lo molesta y rápidamente vuelve a encerrarse.

## Reparto de voces
- Amy Poehler como Alegría: una emoción amarilla que a menudo toma la iniciativa en la vida emocional de Riley, y es reacia a aceptar cualquier influencia que pueda restar felicidad a Riley.[9]
- Maya Hawke como Ansiedad: una nueva emoción naranja que catastrofiza cada situación, con la intención declarada de evitar malos resultados para Riley.[9]
- Kensington Tallman interpreta a Riley Andersen:, una niña de 13 años en cuya mente viven las emociones; anteriormente le puso voz Kaitlyn Dias.[10]
- Liza Lapira como Asco: una emoción verde que se ocupa de la aversión visceral y de reacciones viscerales como la respuesta al lenguaje corporal.[9]
- Tony Hale como Miedo: una emoción púrpura encargada de proteger a Riley de las amenazas del mundo físico.[9]
- Lewis Black como Ira: una emoción roja que también gobierna aspectos del juego de hockey de Riley cuando juega agresivamente.[9]
- Phyllis Smith como Tristeza: una emoción azul que ayuda a Riley a procesar experiencias desagradables.[9]
- Ayo Edebiri como Envidia: una nueva emoción cibernética que motiva a Riley a perseguir lo que otros tienen.[10]
- Adèle Exarchopoulos como Ennui: una nueva emoción índigo con acento francés que expresa el aburrimiento de Riley y también desvía las situaciones incómodas con sarcasmo, desinterés fingido o respuestas taciturnas.[10] Exarchopoulos volvió a interpretar su papel en los doblajes francés europeo y francés canadiense de la película.[11]
- Paul Walter Hauser como Vergüenza: una nueva emoción rosa que, en respuesta a la vergüenza de Riley, esconde su cara dentro de una sudadera con capucha.[10]
- Lilimar como Valentina «Val» Ortiz: una popular jugadora de hockey del instituto de Riley.[10]
- Grace Lu como Grace: la amiga de Riley.[12]
- Sumayyah Nuriddin-Green como Bree:, amiga de Riley.[12]
- Diane Lane como la Sra. Andersen: la madre de Riley.[9]
- Kyle MacLachlan as Mr. Andersen: Riley's father.[9]
- Yvette Nicole Brown como Coach Roberts: entrenadora de hockey y directora del campamento de hockey de verano.[10]
- Ron Funches como Bloofy: un personaje del programa de televisión favorito de la infancia de Riley. Es parecido a los presentadores de programas infantiles interactivos como Las pistas de Blue y Dora, la exploradora.[13]
- James Austin Johnson como Pouchy: una bolsa parlante parecida a Backpack de Dora, la exploradora y a Toodles de La casa de Mickey Mouse.[14]
- Yong Yea interpreta a Lance Slashblade: un personaje heroico de videojuegos del que Riley se encaprichó cuando era más joven. Es similar al personaje Cloud Strife de Final Fantasy VII.[13]
- Steve Purcell como Secreto Profundo y Oscuro.[15]
- Dave Goelz como Policía Mental Frank.[15]
- Frank Oz como Mind Cop Dave.[15]
- Kirk Thatcher como capataz.[15]
- Paula Pell como La ira de mamá.[10]
- Pete Docter como La ira de papá.[15]
- June Squibb como Nostalgia: una nueva emoción beige que recuerda con cariño acontecimientos pasados, que debido a la juventud de Riley son siempre bastante recientes. Las otras nuevas emociones encierran a Nostalgia en otra habitación, diciendo que ha llegado muchos años antes de tiempo.[16][17]
- Paula Poundstone como Paula la Olvidadiza.[15]
- Bobby Moynihan como Forgetter Bobby.[15]
- John Ratzenberger como Fritz.[10]
- Sarayu Rao como Margie.[15]
- Flea como Jake.[15][18]
- Kendall Coyne Schofield como locutora de hockey.[10]

Además, la personalidad televisiva Sam Thompson hace un cameo en la versión británica de la película como Security Man Sam, un personaje que se encuentra en una persecución con las emociones.

### Doblaje al español
| Versión de México para Hispanoamérica - Cristina Hernández - Alegría - Kerygma Flores - Tristeza - Jaime Vega - Furia - Erika Ugalde - Desagrado - Moisés Iván Mora - Temor - María José Guerrero - Ansiedad - Nycolle González - Envidia - Edurne Keel - Ennui - Luis Leonardo Suárez - Vergüenza - Diana Santos - Nostalgia | Versión de España - Mar Bordallo - Alegría - Beatriz Berciano - Tristeza - Fernando Cabrera - Miedo - Ana Esther Alborg - Asco - José Escobosa - Ira - Michelle Jenner - Ansiedad - Rigoberta Bandini - Envidia - Brays Efe - Vergüenza - Chanel Terrero - Ennui - Gemma Cuervo - Nostalgia |

## Producción

### Desarrollo
Tras el éxito de Inside Out, que se convirtió en la séptima película más taquillera de 2015, Entertainment Tonight y The Guardian consideraron «inevitable» una secuela. El director de Inside Out, Pete Docter, estaba gestando ideas para una secuela mientras se desvelaban las nominaciones de la película original en la 88.ª edición de los Oscar, en enero de 2016. El desarrollo de Inside Out 2 comenzó en enero de 2020, después de que el director Kelsey Mann revisara las fotos de una de las fiestas de cumpleaños de su infancia. Pixar confirmó oficialmente el desarrollo de la secuela durante el anuncio de la D23 Expo en septiembre de 2022, con Amy Poehler subiendo al escenario para hablar de la película junto a Pete Docter. Kelsey Mann fue anunciado como director de la secuela (lo que supone su debut como director de largometrajes), con Mark Nielsen como productor, mientras que Meg LeFauve fue anunciada para escribir el guion de la película, regresando de su predecesora.
Para utilizar una construcción del mundo «veraz», Mann utilizó la idea de Docter de «cinco a 27 emociones» de la primera película, que planteó durante su producción. El primer pase de Mann incluía nueve emociones nuevas para que Alegría se sintiera abrumada con todas las nuevas emociones que aparecían, pero sintió que la historia no podía seguir el ritmo con tantas emociones acaparando el protagonismo o sin aportar nada a la historia, así que tras el primer pase decidió simplificar el número. Entre esas emociones estaban Schadenfreude (alegrarse a costa de alguien), los Celos y la Culpa, pero las dos últimas influyeron en la película a pesar de haber sido eliminadas, ya que Mann sintió que la Envidia podía relacionarse con los Celos y cómo podían encontrarse restos de Culpa en la introducción de la Ansiedad, incluso dando a la Ansiedad parte del bagaje de la Culpa, que se inspiraba en el de los hoteles de Disneyland. Diamantes en bruto sirvió de inspiración para todas las escenas de Ansiedad, especialmente las de gran intensidad visual.

### Investigación y redacción
El equipo de producción consultó con frecuencia a la autora y psicóloga clínica Lisa Damour y utilizó sus libros como guía para retratar con precisión cómo cambian las emociones de los adolescentes durante la pubertad. El profesor de psicología de la Universidad de California, Berkeley, Dacher Keltner, que colaboró en la primera Inside Out, volvió también como asesor. Keltner desempeñó un papel clave en la selección de las emociones que debían introducirse en la historia. Un personaje basado en la emoción de la vergüenza iba a formar parte de la película, pero se descartó, en parte porque Keltner sostenía que la vergüenza no era una emoción.
Para ayudar en el desarrollo de la película, Pixar reclutó a un grupo de nueve adolescentes, a los que apodaron «Equipo de Riley», para que dieran su opinión sobre la película y se aseguraran de que retrataba fielmente la vida moderna de los adolescentes. Sus aportaciones condujeron a la inclusión de la emoción Nostalgia e influyeron en varias escenas, incluidos elementos cotidianos de la vida de las emociones y la transición de la escuela media a la secundaria. Nielsen y Mann también se inspiraron en sus propias hijas para crear la película. Como el desarrollo de la historia comenzó durante el cierre patronal debido a la pandemia de COVID-19, ambos pudieron recopilar información personal estudiando a sus hijas, algunas de las cuales tenían la edad de Riley en la película. Su perspectiva como padres ayudó a dar forma a la película y a caracterizar las emociones, especialmente la alegría.
Inicialmente, la trama de la película iba a incluir un concurso de talentos, pero esa idea acabó descartándose. Después de unas tres proyecciones de prueba, Nielsen, Mann y LeFauve decidieron que lo mejor era centrar la historia en Riley jugando al hockey, ya que les parecía un aspecto único de su personaje. En la decisión también influyó la opinión que Mann recibió de la directora de Turning Red, Domee Shi, cuando le preguntó cómo hacer que la película se diferenciara de otras historias de adolescentes en plena madurez, incluida la suya propia. La escena en la que las viejas emociones están encerradas en una cámara acorazada era originalmente más larga, pero se recortó porque se suprimieron varios gags por falta de tiempo.
Durante la producción, varios empleados de Pixar se sintieron preocupados después de que varias de sus películas, incluidas Lightyear (2022) y Elemental (2023), hubieran tenido un bajo rendimiento financiero, por lo que el destino en taquilla de Inside Out 2 se describió como una «situación de vida o muerte». En una fase relativamente avanzada del proceso de animación, la producción se vio afectada por las huelgas concurrentes de 2023 del Sindicato de Guionistas de América (WGA) y la SAG-AFTRA. Mientras que Elio (2025) vio retrasado su estreno un año, Pixar se mostró inflexible a la hora de mantener Inside Out 2 en su fecha de estreno prevista, lo que provocó «la mayor crisis en la historia del estudio». Según varias fuentes no reveladas, esto dio lugar a cambios de «última hora», en los que Docter intervino como codirector no acreditado.

### Reparto

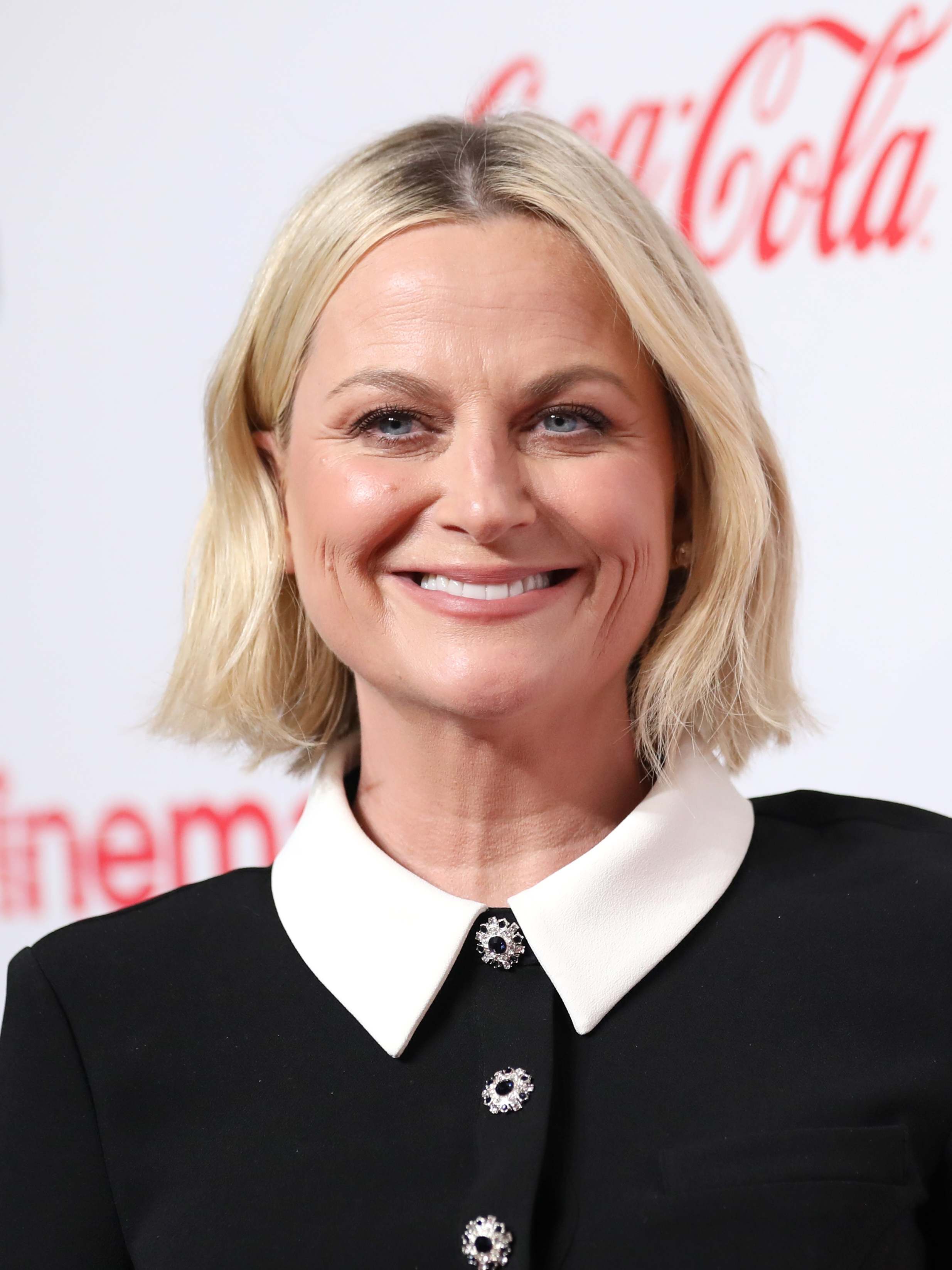
Amy Poehler retomó su papel de Alegría en la película original.

Poehler aceptó una oferta de 5 millones de dólares con lucrativas primas para repetir su papel de Alegría en la primera película. Phyllis Smith y Lewis Black también retoman sus papeles de la primera película, poniendo voz a Tristeza e Ira, respectivamente. Tras una disputa salarial, tanto Bill Hader como Mindy Kaling declinaron retomar sus respectivos papeles de Miedo y Asco; al parecer, a ellos y al resto del reparto que regresaba se les ofrecieron 100.000 dólares a cada uno, el equivalente al dos por ciento del salario de Poehler. El 9 de noviembre de 2023, con el lanzamiento del teaser tráiler, se reveló que Tony Hale y Liza Lapira sustituirían a Hader y Kaling como Miedo y Asco, respectivamente, mientras que Maya Hawke se unía al reparto como Ansiedad, una nueva emoción. Mann hizo la audición a Hawke vía Zoom en la oficina de una habitación trasera en Epcot durante unas vacaciones familiares con sus hijos después de que Nielsen le dijera que Hawke estaba disponible para la audición justo en ese momento, y su ansiosa actuación le hizo llorar. El 16 de enero de 2024, se reveló que June Squibb se había unido al reparto en un papel no revelado, más tarde se reveló que era Nostalgia.
El 7 de marzo de 2024, Disney reveló que Ayo Edebiri, Adèle Exarchopoulos, Paul Walter Hauser, Kensington Tallman, Diane Lane y Kyle MacLachlan se unían al reparto, con Edebiri, Exarchopoulos y Hauser interpretando las otras nuevas emociones, Envidia, Ennui y Vergüenza, respectivamente. Además, Tallman sustituye a Kaitlyn Dias como Riley Andersen, mientras que Lane retoma su papel de Sra. Andersen, y MacLachlan también retoma su papel de Sr. Andersen. John Ratzenberger vuelve a interpretar el papel de Fritz, su primer papel de voz en una película de Pixar desde Onward. También se unen al reparto en papeles secundarios Lilimar, que interpreta a una jugadora de hockey llamada Valentina, e Yvette Nicole Brown, que encarna a la entrenadora del equipo de hockey, mientras que Sumayyah Nuriddin-Green y Grace Lu interpretan a Bree y Grace, las amigas de Riley.

### Animación
La dibujante Rebecca McVeigh y la montadora Maurissa Horwitz desempeñaron un papel clave a la hora de afinar los lazos emocionales de la película. Debido a la naturaleza iterativa del cine de animación, las secuencias se revisaban con frecuencia, cortando o retocando segmentos enteros de la historia. A diferencia de las películas de acción real, en las que el montaje se realiza principalmente después del rodaje, la animación requiere una interacción continua entre departamentos. Uno de los mayores retos de la animación de Inside Out 2 fue mantener la coherencia en el espacio tridimensional de la película mientras se trabajaba con guiones gráficos dibujados a mano. McVeigh señaló que al principio de su carrera, pensaba principalmente en 2D, pero trabajar en Pixar le obligó a adaptarse a un enfoque más espacial. Para garantizar la precisión, a menudo creaba mapas isométricos de los entornos para determinar la ubicación de la cámara y la visibilidad del fondo.

### Música
El 7 de marzo de 2024, con la publicación del segundo tráiler, se informó de que Andrea Datzman había compuesto la partitura de la película, sustituyendo a Michael Giacchino. Datzman se convirtió así en la primera mujer en componer un largometraje de Pixar. El álbum de la banda sonora fue publicado por Walt Disney Records el 14 de junio de 2024, el mismo día que la película.
| N.º | Título                               | Duración |  |
| 1.  | «Outside Intro»                      | 0:55     |  |
| 2.  | «Go Team!»                           | 2:27     |  |
| 3.  | «The Life of Riley»                  | 2:32     |  |
| 4.  | «Thread the Needle»                  | 1:06     |  |
| 5.  | «Riley Protection System»            | 2:46     |  |
| 6.  | «Creating a Sense of Self»           | 1:30     |  |
| 7.  | «Demo Day»                           | 1:57     |  |
| 8.  | «Ride and Prejudice»                 | 2:18     |  |
| 9.  | «Anxious to Meet You»                | 2:21     |  |
| 10. | «Seeking Val-idation»                | 1:44     |  |
| 11. | «Sending Out an S.o.S.»              | 2:45     |  |
| 12. | «Bloofy & Co.»                       | 2:59     |  |
| 13. | «Flight for Fighting»                | 2:49     |  |
| 14. | «Fawn of a New Day»                  | 0:56     |  |
| 15. | «Return to Imagination Land»         | 1:08     |  |
| 16. | «To Project and Disserve»            | 3:19     |  |
| 17. | «What's the Big Idea?»               | 2:31     |  |
| 18. | «Red Hairing»                        | 1:18     |  |
| 19. | «Recovering a Sense of Self»         | 2:55     |  |
| 20. | «Joyless»                            | 1:53     |  |
| 21. | «The Puck Drops Here»                | 2:58     |  |
| 22. | «A Mind at Freeze»                   | 2:44     |  |
| 23. | «Growing Up Is Hard to Do»           | 4:19     |  |
| 24. | «Glide and Joy»                      | 2:01     |  |
| 25. | «Every Messy, Beautiful Part of Her» | 2:44     |  |
| 26. | «Inside Outro»                       | 2:21     |  |
| 27. | «Done Track Mind»                    | 8:15     |  |

## Estreno
Inside Out 2 se estrenó en El Capitan Theatre de Los Ángeles el 10 de junio de 2024, y se estrenó en los cines de Estados Unidos el 14 de junio de 2024. Ese mismo día también se proyectó en el Festival Internacional de Cine de Animación de Annecy 2024. La película se proyectó en varios formatos, incluidos RealD 3D, IMAX y Dolby Cinema.

### Comercialización
El teaser tráiler de la película, junto con el póster, se publicó el 9 de noviembre de 2023. James Withbrook de Gizmodo, y Rotem Rusak de Inverse, destacaron la introducción de otras tres emociones en el póster: Vergüenza, Aburrimiento y Envidia. El teaser fue visto 157 millones de veces en sus primeras 24 horas, fue el tráiler de película de animación más visto hasta que el teaser de Moana 2 superó ese récord en mayo de 2024. También se emitió un fragmento de la película durante la Super Bowl LVIII. El segundo tráiler, junto con un nuevo póster, se publicó el 7 de marzo de 2024. Este tráiler también supuso el debut de la variante «estándar» del logotipo 2023 de Walt Disney Pictures, que se presentó el año anterior con motivo del centenario del estudio. Los primeros 35 minutos de la película se proyectaron durante la presentación por parte de Walt Disney Studios, el 11 de abril de 2024 en CinemaCon, de los primeros vistazos a su catálogo de estrenos en cines para 2024. Como parte de una asociación con Airbnb, una nueva casa de alquiler en Nevada, a las afueras de Las Vegas, inspirada en el «cuartel general» de la película, se puso a la venta en el sitio web a partir del 12 de junio de 2024.

### Formato doméstico
Walt Disney Studios Home Entertainment lanzó Inside Out 2 para descarga digital el 20 de agosto de 2024, y en Blu-ray 4K Ultra HD, Blu-ray y DVD el 10 de septiembre.  Las copias en Ultra HD Blu-ray y Blu-ray contienen imágenes entre bastidores y escenas eliminadas con introducciones del director Kelsey Mann. Se estrenó en Disney+ el 25 de septiembre de 2024.

## Recepción

### Taquilla
Inside Out 2 ha recaudado 653 millones de dólares en Estados Unidos y Canadá, y 1.046 millones en otros territorios, para un total mundial de 1.699 millones. Deadline Hollywood calculó el beneficio neto de la película en 650 millones de dólares, teniendo en cuenta los presupuestos de producción, marketing, participaciones de talentos y otros costes; los ingresos en taquilla, televisión y streaming, y los ingresos en medios domésticos, lo que sitúa a Inside Out 2 en el primer puesto de su lista de películas más rentables de 2024.
Con un presupuesto de 200 millones de dólares, se preveía que Inside Out 2 recaudara entre 80 y 90 millones de dólares en su fin de semana de estreno. Las proyecciones de la industria por debajo de los 100 millones de dólares se debían en parte a la idea de que el público en general seguía dudando en volver a los cines, dados los estrenos directos en streaming de las películas de Pixar Soul (2020), Luca (2021) y Turning Red (2022) en Disney+, el bajo rendimiento de Lightyear de Pixar en taquilla en 2022 y los mediocres resultados de taquilla de varias películas en 2024. Después de ganar 63,6 millones de dólares en su primer día, incluyendo una estimación de 13 millones de dólares en los preestrenos del jueves por la noche, las previsiones se elevaron a 140-150 millones de dólares para el fin de semana. Acabó recaudando 154,2 millones de dólares en 4.440 cines y unos 140 millones de dólares en 38 mercados internacionales, para un debut mundial de 294,2 millones de dólares, el más alto de la historia de Pixar.
En Estados Unidos y Canadá, el fin de semana de estreno de 154,2 millones de dólares fue el mejor de 2024, superando a Dune: Part Two (82,5 millones de dólares) y Godzilla y Kong: el nuevo imperio (80 millones de dólares) para convertirse en la primera película del año en abrir por encima de los 100 millones de dólares, y la tercera mejor para una película de animación por detrás de los propios Los Increíbles 2 de Pixar (2018; 182,7 millones de dólares) y El rey león de Disney (2019; 191,7 millones de dólares). También fue la cuarta mejor apertura para una película PG después de El Rey León, Los Increíbles 2 y La Bella y la Bestia (174 millones de dólares). Con un precio medio de la entrada de 12,53 dólares en general y de 10,36 dólares para los niños, doce millones de espectadores vieron la película en su primer fin de semana, acercándose a los trece millones de entradas de Barbie (2023) en sus tres primeros días. Se proyectó durante todo el día (el 22 % de los espectadores acudieron antes de las 13.00 horas, el 35 % entre las 13.00 y las 17.00 horas, el 26 % entre las 17.00 y las 20.00 horas, y el 17 % después de las 20.00 horas), beneficiándose de una importante afluencia de público sin cita previa gracias a su atractivo multicultural (el 36 % de los espectadores del fin de semana de estreno se identificaron como hispanos y latinos). IMAX y Premium Large Formats (PLF) representaron el 43% de los ingresos, mientras que el 14% procedió de las proyecciones en 3D. La película encontró impulso durante el día de la semana, elevando su total de siete días a 255,2 millones de dólares y alcanzando múltiples hitos de taquilla, incluyendo el segundo primer lunes más taquillero para una película de Pixar (con 22,4 millones de dólares), el primer martes más taquillero para una película de animación (28,8 millones de dólares), el tercer miércoles no inaugural más alto después de Star Wars: Episodio VII - El despertar de la Fuerza (2015; 38 millones de dólares) y Star Wars: Episodio IX - El ascenso de Skywalker (2019; 32,2 millones de dólares) que se duplicó como récord para el feriado federal Juneteenth desde que comenzó en 2021 (con 30,1 millones de dólares), y el primer jueves más taquillero para una película de Pixar (con 19,6 millones de dólares).
La película recaudó 101,2 millones de dólares en su segundo fin de semana, apenas un 34,4% menos, convirtiéndose en el segundo fin de semana más rentable para una película de animación, superando los 92,3 millones de dólares obtenidos por Super Mario Bros.: la película (2023), y el séptimo mejor segundo fin de semana en general. Anthony D'Alessandro de Deadline Hollywood atribuyó la hazaña a las olas de calor y las tormentas de lluvia, que incitaron a la gente a acudir a los cines con aire acondicionado. Durante su tercer fin de semana, superó a la recién llegada A Quiet Place: Day One para mantenerse en lo más alto de la taquilla con 57,5 millones de dólares. El 4 de julio, superó los 500 millones de dólares en el mercado doméstico, y durante su cuarto fin de semana, la película consiguió 30,3 millones de dólares, quedando en segundo lugar por detrás de Despicable Me 4.
En todo el mundo, la película superó la recaudación de su predecesora (858,8 millones de dólares) el 27 de junio de 2024, tras dieciséis días de estreno. El 30 de junio de 2024 cruzó el umbral de los 1.000 millones de dólares, convirtiéndose en la primera película de animación de Disney en hacerlo desde Frozen II en 2019. Con ello, Del revés 2 igualó el récord de El rey león como la película de animación que más rápido superó los mil millones de dólares, al hacerlo en 19 días. El 10 de julio de 2024, la película superó la recaudación mundial de Los Increíbles 2 (1.242 millones de dólares) para convertirse en la película de Pixar más taquillera. La película batió varios récords de taquilla internacional en América Latina, convirtiéndose en la película más taquillera en Brasil, Chile, Colombia, México y Uruguay. El 28 de julio de 2024 superó a Los Increíbles 2 como la película de animación más taquillera de todos los tiempos. El 25 de agosto de 2024 se convirtió en la segunda película de animación en recaudar 1.000 millones de dólares a nivel internacional. El 1 de septiembre de 2024 superó a El Rey León y se convirtió en la película de animación más taquillera de todos los tiempos y la más taquillera estrenada bajo el sello de Walt Disney Pictures.
La película se mantuvo como la película de animación más taquillera hasta que Ne Zha 2, una película de animación china, superó esa posición en febrero de 2025, aunque la película se mantiene como la película de animación de producción estadounidense más taquillera.

### Respuesta de la crítica
La película recibió críticas positivas. Según Animation Magazine, la mayoría de los críticos alabaron su paleta de colores, el argumento y la introducción de nuevas emociones, pero algunos expresaron su descontento con la previsibilidad de la trama externa relacionada con la aceptación de Riley por su nuevo equipo de hockey. En Rotten Tomatoes, el 90 % de las 315 opiniones de los críticos son positivas, con una puntuación media de 7,6/10. El consenso de la web es el siguiente: «Aderezando las cosas con la arruga de la angustia adolescente, Del revés 2 despeja la cabeza y calienta el corazón al estar a la altura de la inteligencia emocional de su predecesora». Metacritic, que utiliza una media ponderada, asignó a la película una puntuación de 73 sobre 100, basada en 59 críticos, lo que indica críticas «generalmente favorables». El público encuestado por CinemaScore otorgó a la película una nota media de «A» en una escala de A+ a F (la misma que la primera película), mientras que los encuestados por PostTrak dieron a la película una media de 4,5 sobre 5 estrellas, y el 71 % dijo que definitivamente la recomendaría.
Moira Macdonald de The Seattle Times concedió a la película 3 1⁄2 estrellas sobre cuatro, elogiando al reparto de voces y la película como «un feliz viaje mental, para cualquier edad». Robbie Collin de The Daily Telegraph concedió a la película cuatro estrellas sobre cinco, elogiando la animación, las metáforas y el ingenio, al tiempo que afirmaba que «la brillantez ontológica de hierro fundido de la premisa original de Docter soporta bien la expansión». Owen Gleiberman de Variety elogió la interpretación de Hawke como Ansiedad y el impacto emocional de la película, calificándola como «la historia más conmovedoramente perceptiva de los enigmas de la adolescencia temprana desde Eighth Grade». Manohla Dargis en The New York Times alabó «la habilidad de Pixar para convertir ideas en imágenes, algunas de las cuales consiguen colarse en la seguridad de su agradable visión del mundo con choques de lo sublime». Otras críticas positivas son las de The Observer y Empire, mientras que las críticas de la BBC y Los Angeles Times fueron más dispares. Siddhant Adlakha, que escribe para IGN, considera que la película es «sorprendente y decepcionante a partes iguales». David Ehrlich de IndieWire dio a la película una calificación de «C-», escribiendo que la película «cumple a la perfección los requisitos de Pixar de una manera que obliga a la sinceridad de su narración a una batalla perdida con el cinismo de su existencia».
Varios críticos, entre ellos Cindy White para The A.V. Club, compararon desfavorablemente la película con su predecesora y los nuevos personajes recibieron una valoración diversa. La Ansiedad fue la nueva emoción que atrajo más atención, por ejemplo de Alison Willmore en Vulture o Jordan Hoffman para Entertainment Weekly, mientras que Peter Bradshaw en The Guardian y Odie Henderson en The Boston Globe alabó especialmente el personaje de Ennui, al que pone voz Adèle Exarchopoulos. En su crítica para NPR, Justin Chang analizó la nostalgia presente en la película pero, precisamente, criticó la secuencia retro basada en imágenes de dibujos animados.
Robert Daniels, en su crítica en RogerEbert.com, opinaba que la película utilizaba eficazmente la Ansiedad para transformar a Riley en un personaje en blanco, mientras la Alegría y otras emociones navegan por su mente. Para Daniels, esta estructura permitió a la película mezclar escenas visualmente impactantes con un estilo caprichoso que resulta a la vez amable y entretenido, abordando las presiones a las que se enfrentan las adolescentes. Daniels señaló que las nuevas emociones introducidas no eran tan memorables como las principales.
Sin embargo, Damon Wise, que escribe para Deadline Hollywood, se muestra bastante negativo sobre la película y concluye: «Los padres de adolescentes hoscos y cansados de las batallas se divertirán un poco aquí y allá, especialmente cuando la influencia displicente de Ennui abre un "sar-chasm" en el cerebro de Riley que hace que todo suene, bueno, sarcástico. Pero, al fin y al cabo, lo que está en juego es tan poco importante que es difícil imaginar que alguien salga de aquí desesperado por ver Inside Out 3». Los cineastas Don Hertzfeldt, Max Hechtman y Dana Ledoux Miller citaron la película entre sus favoritas de 2024.

### Premios y nominaciones
| Año  | Premio                                                   | Categoría                                                                                          | Nominado(s) | Resultado | Ref.            |
| ---- | -------------------------------------------------------- | -------------------------------------------------------------------------------------------------- | --- | --------- | --------------- |
| 2024 | Astra Midseason Movie Awards                             | Mejor película                                                                                     | Inside Out 2 | Nominada  | [ 118 ]         |
| 2024 | Nickelodeon Kids' Choice Awards México                   | Estreno Favorito                                                                                   | Inside Out 2 | Ganador   | [ 119 ]         |
| 2024 | Premios Astra de cine                                    | Mejor película de animación                                                                        | Inside Out 2 | Nominada  | [ 120 ]         |
| 2024 | Premios Astra de cine                                    | Mejor actuación de locución                                                                        | Amy Poehler | Nominada  | [ 120 ]         |
| 2024 | Premios Astra de cine                                    | Mejor actuación de locución                                                                        | Maya Hawke | Nominada  | [ 120 ]         |
| 2024 | Premios Astra de cine                                    | Mejor Ópera Prima                                                                                  | Kelsey Mann | Nominada  | [ 120 ]         |
| 2024 | Golden Trailer Awards                                    | Mejor animación/familia                                                                            | «Cambiar» | Nominada  | [ 121 ]         |
| 2024 | Premios de Música de Hollywood de Medios de Comunicación | Banda sonora original - Película de animación                                                      | Andrea Datzman | Nominada  | [ 122 ]         |
| 2024 | Asociación de Críticos de Cine de Chicago                | Mejor película de animación                                                                        | Inside Out 2 | Nominada  | [ 123 ]         |
| 2024 | Críticos de Cine de Nueva York en Línea                  | Mejor animación                                                                                    | Inside Out 2 | Nominada  | [ 124 ]         |
| 2024 | Asociación de Críticos de Cine de San Luis               | Mejor película de animación                                                                        | Inside Out 2 | Nominada  | [ 125 ]         |
| 2024 | Asociación de Críticos de Cine de San Luis               | Mejor interpretación vocal                                                                         | Maya Hawke | Finalista | [ 125 ]         |
| 2024 | Asociación de Críticos de Cine de San Luis               | Mejor interpretación vocal                                                                         | Amy Poehler | Nominada  | [ 125 ]         |
| 2024 | Asociación de Críticos de Cine de Washington D. C.       | Mejor película de animación                                                                        | Inside Out 2 | Nominada  | [ 126 ]         |
| 2024 | Asociación de Críticos de Cine de Washington D. C.       | Mejor interpretación vocal                                                                         | Maya Hawke | Nominada  | [ 126 ]         |
| 2024 | Asociación de Críticos de Cine de Washington D. C.       | Mejor interpretación vocal                                                                         | Amy Poehler | Nominada  | [ 126 ]         |
| 2025 | Premios Óscar                                            | Mejor película de animación                                                                        | Kelsey Mann y Mark Nielsen | Nominada  | [ 127 ]         |
| 2025 | Premios Saturn                                           | Mejor película de animación                                                                        | Inside Out 2 | Nominada  | [ 128 ] [ 129 ] |
| 2025 | Premios Globo de Oro                                     | Mejor película de animación                                                                        | Inside Out 2 | Nominada  | [ 130 ]         |
| 2025 | Premios Globo de Oro                                     | Logros cinematográficos y de taquilla                                                              | Inside Out 2 | Nominada  | [ 130 ]         |
| 2025 | Premios de la Crítica Cinematográfica                    | Mejor película de animación                                                                        | Inside Out 2 | Nominada  | [ 131 ]         |
| 2025 | Premios Annie                                            | Mejor película de animación                                                                        | Inside Out 2 | Nominada  | [ 132 ] [ 133 ] |
| 2025 | Premios Annie                                            | Mejor Interpretación de la Animación de Personajes en una Producción de Largometrajes de Animación | Aviv Mano | Nominada  | [ 132 ] [ 133 ] |
| 2025 | Premios Annie                                            | Mejor diseño de personajes en una producción de animación                                          | Deanna Marsigliese | Nominada  | [ 132 ] [ 133 ] |
| 2025 | Premios Annie                                            | Mejor trabajo editorial en una producción de animación                                             | Maurissa Horwitz, David Suther, Fiona Toth y Jonathan Vargo                                                                        | Nominada  | [ 132 ] [ 133 ] |
| 2025 | Premios Annie                                            | Mejor diseño de producción de un largometraje de animación                                         | Jason Deamer, Josh West, Keiko Murayama, Bill Zahn y Laura Meyer                                                                   | Nominada  | [ 132 ] [ 133 ] |
| 2025 | Premios Annie                                            | Mejor interpretación de voz en una producción de animación                                         | Maya Hawke | Nominada  | [ 132 ] [ 133 ] |
| 2025 | Premios Annie                                            | Mejor guionista de largometraje de animación                                                       | Meg LeFauve y Dave Holstein | Nominada  | [ 132 ] [ 133 ] |
| 2025 | Premios de la Sociedad de Compositores y Letristas       | Premio David Raksin al Talento Emergente                                                           | Andrea Datzman | Ganadora  | [ 134 ] [ 135 ] |
| 2025 | Premios Artios                                           | Mejor casting de largometrajes de animación                                                        | Natalie Lyon, Kevin Reher, Kate Hansen-Birnbaum y Lexi Diamond                                                                     | Nominada  | [ 136 ]         |
| 2025 | Premios Black Reel                                       | Interpretación vocal sobresaliente                                                                 | Ayo Edebiri | Nominada  | [ 137 ]         |
| 2025 | Premios Golden Reel                                      | Mejor Montaje de Sonido - Largometraje de Animación                                                | Coya Elliott, Ren Klyce, David C. Hughes, Jonathon Stevens, Cheryl Nardi, Dee Selby, Nicholas Docter, Heikki Kossi y Shelley Roden | Nominada  | [ 138 ]         |
| 2025 | Visual Effects Society                                   | Efectos visuales destacados en una película de animación                                           | Kelsey Mann, Mark Nielsen, Sudeep Rangaswamy, Bill Watral                                                                          | Nominada  | [ 139 ]         |
| 2025 | Visual Effects Society                                   | Mejor personaje de animación en una película de animación                                          | Alexander Alvarado, Brianne Francisco, Amanda Wagner, Brenda Lin Zhang (por «Ansiedad»)                                            | Nominada  | [ 139 ]         |
| 2025 | Premios American Cinema Editors                          | Mejor película de animación editada (teatral o no teatral)                                         | Maurissa Horwitz | Nominada  | [ 140 ]         |
| 2025 | Alianza de Mujeres Periodistas de Cine                   | Mejor película de animación                                                                        | Inside Out 2 | Nominada  | [ 141 ]         |
| 2025 | Alianza de Mujeres Periodistas de Cine                   | Mejor actuación de animación/voz                                                                   | Ayo Edebiri | Nominada  | [ 141 ]         |
| 2025 | Alianza de Mujeres Periodistas de Cine                   | Mejor actuación de animación/voz                                                                   | Maya Hawke | Nominada  | [ 141 ]         |
| 2025 | Alianza de Mujeres Periodistas de Cine                   | Mejor actuación de animación/voz                                                                   | Amy Poehler | Nominada  | [ 141 ]         |
| 2025 | Art Directors Guild Awards                               | Excelencia en el diseño de producción de una película de animación                                 | Jason Deamer | Nominada  | [ 142 ]         |
| 2025 | Círculo de Críticos de Cine de Londres                   | Mejor película de animación                                                                        | Inside Out 2 | Nominada  | [ 143 ]         |
| 2025 | Asociación de Críticos de Cine de Austin                 | Mejor película de animación                                                                        | Inside Out 2 | Nominada  | [ 144 ]         |
| 2025 | Asociación de Críticos de Cine de Austin                 | Mejor interpretación de voz/Animación/Digital                                                      | Amy Poehler | Nominada  | [ 144 ]         |
| 2025 | Premios BAFTA                                            | Mejor película de animación                                                                        | Inside Out 2 | Nominada  | [ 145 ]         |
| 2025 | Cinema Audio Society Awards                              | Mejor Mezcla de Sonido para Película de Animación                                                  | Vince Caro, Ren Klyce, Stephen Urata, Warren Brown, Doc Kane, Leff Lefferts                                                        | Nominada  | [ 146 ]         |
| 2025 | Premios de la Sociedad de Críticos de Cine en Línea      | Mejor película de animación                                                                        | Inside Out 2 | Nominada  | [ 147 ]         |
| 2025 | Premios del Sindicato de Productores de Estados Unidos   | Mejor productor de largometrajes teatrales de animación                                            | Inside Out 2 | Nominada  | [ 148 ]         |
| 2025 | Premios NAACP Image                                      | Mejor película de animación                                                                        | Inside Out 2 | Ganadora  | [ 149 ] [ 150 ] |
| 2025 | Premios NAACP Image                                      | Mejor interpretación vocal de un personaje - Película                                              | Ayo Edebiri | Nominada  | [ 149 ] [ 150 ] |
| 2025 | Nickelodeon Kids' Choice Awards                          | Película de animación favorita                                                                     | Inside Out 2 | Ganadora  | [ 151 ] [ 152 ] |
| 2025 | Nickelodeon Kids' Choice Awards                          | Voz femenina favorita de una película de animación                                                 | Maya Hawke | Nominada  | [ 151 ] [ 152 ] |
| 2025 | Nickelodeon Kids' Choice Awards                          | Voz femenina favorita de una película de animación                                                 | Amy Poehler | Nominada  | [ 151 ] [ 152 ] |

## Secuela
Tras el éxito de Inside Out 2, el coguionista Dave Holstein reveló que en Pixar se estaba hablando de al menos otra posible secuela, Inside Out 3.